# ノースダコタ銀行
ノースダコタ銀行 (Bank of North Dakota、略称：BND) は、アメリカ合衆国の金融機関である。

## 概要
ノースダコタ州の州都ビスマークに所在する。米国で唯一の州公営の総合銀行で、ノースダコタ州法にもとづいて『ノースダコタ銀行』の商号で事業を行っている。 ノースダコタ州の全州資金の法定預託機関であり、これらの預金を開発、農業、中小企業への融資に充てている。
同銀行は20世紀初頭に州の農業、商業、工業を振興するために設立された。2007年から2008年にかけての金融危機や、COVID-19パンデミック時の行動で称賛を浴び、メディアの注目を集めた。入手可能なデータによると、同銀行は設立以来、毎年黒字を計上している。BNDはノースダコタ州民の間で好評を得ている。
他の州でもBNDを模倣しようと試みられているが、政治的な行き詰まりや銀行業界の勢力図によってうまくいっていない。

## 組織
州法に基づき、「ノースダコタ銀行」の商号で営業する。 同銀行は、すべての州資金の唯一の法的な預け先である。州とその機関は同銀行に資金を預けることが義務付けられており、州内で営業する銀行の預金総額の15%を保有している 。銀行からの利益は、ノースダコタ州の一般資金に預け入れられるか、州の経済開発を支援するために使用される。銀行設立以来、5億8,500万ドルの利益がノースダコタ州の一般資金に預け入れられた。
ノースダコタ州と州当局は、この銀行に基金を拠出しなければならないが、各地方自治体は拠出しなくてもよいこととなっている。かつては、州内の全ての公社・公団もまた基金を拠出しなければならなかったが、1919年の住民発議法令によってこの義務は免除された。
他の事業体も同行に口座を開設することができるが、BNDは事務所を1ヵ所しか持たず、他の金融機関に比べてリテール・サービスの提供が少ない。同行は連邦準備銀行に口座を持つが、預金は連邦預金保険公社によって保証されていない。その代わり、預金はノースダコタ州の一般資金と州の納税者によって保証されている。
そのかわり、ノースダコタ銀行は中央銀行に類似した役割を担っており、連邦準備金制度の支局に期待されるような小切手処理などの多くの機能を有している。実際、この銀行は連邦準備銀行に口座を有しているが、預金は連邦預金保険会社に保護されることはない。その代わり、ノースダコタ州と州の納税者が拠出する一般財源によって預金は保証される。
ノースダコタ州法典のさまざまな章が州内での銀行の役割を扱っている。銀行は、ノースダコタ州知事、州司法長官、州農業長官（旧農業労働長官）で構成されるノースダコタ産業委員会によって監督されている。そのうち2名はノースダコタ州民が過半数を所有する銀行の役員でなければならず、1名は州公認または連邦公認の金融機関の役員でなければならない。
ノースダコタ銀行は、プエルトリコ政府開発銀行を除けば、カリフォルニア州インフラ経済開発銀行とともに州が保有するただ2つの金融機関のひとつである。

## 事業内容
BNDはその資金を3つの基本的な方法で使用している。

### 公共部門
地方や州のインフラプロジェクトに対する短期ローンや債券の融資。州はBNDの利益を予算均衡のために使用することがある。

### 民間部門
民間の借り手に対する直接融資。BNDは、学生ローン（ノースダコタ州の学生ローン課を通じて）や、特に農業新興企業向けの事業開発ローンも保証している。

### 銀行間サービス
地方銀行に対する銀行業務。BNDは、州のコミュニティバンクや信用組合のホールセール・バンクとしての役割を担っている。 BNDは、地方銀行の規模を拡大したり、融資保証を提供したり、金利を「買い取る」ことによって、地方銀行が作成した融資に参加している。さらに、銀行のポートフォリオから融資を購入したり、地方銀行の株式を購入している。BNDは、小切手の清算、準備金の預託機関としての役割、連邦資金の提供など、その他の銀行サービスを地方銀行に提供している。
他の事業体もBNDに口座を開設することができるが、BNDのオフィスは1つしかなく、他の機関よりもリテールサービスを提供していない。 そのため、消費者銀行業務における競争力は限られている。同行は連邦準備銀行に口座を持っているが、預金は連邦預金保険公社によって保証されていない。 代わりに、預金はノースダコタ州の一般基金と州の納税者によって保証されている。
BNDはまた、1997年のレッドリバー洪水や2011年のミズーリ川洪水など、災害後の復興資金を提供している。さらに、天候に関連した危機の場合には、農業救済ローンを提供している。

## 銀行の歴史

### 設立にいたる背景
1900年代初頭を通じて、ノースダコタ州の経済は農業に根ざしていた。深刻な州内問題が、収穫物の売買と農場経営の資金調達に対する結束の試みを妨げていた。干ばつ、州外の穀物業者による穀物の買い取り価格の抑制、農地の販売会社の農地価格の高騰、さらにツインシティやニューヨークの商業銀行が設定した高金利（最高12%）の農業ローンにより、州内で農家として生計を立てることは困難であった。

### 銀行と製粉穀物倉庫組合設立を州議会で決議
1919年に大衆世論は、信用機関の州所有と市場取引のコントロールを求めた。その結果、州議会はノースダコタ銀行（BND）とノースダコタ製粉穀物倉庫組合を設立することを決議した。1919年7月28日、BNDは州内の信用アクセスを改善し、それによってノースダコタの農業、商業、工業を促進するために200万ドル（2023年には35,147,793ドルに相当）を拠出して設立することになった 。
当初、新銀行は無党派連盟のポピュリストたちによって構想され、彼らは規制や経済インフラの公有化を通じて農民の州外企業への依存を減らすことを望んでいた。ミネアポリスやシカゴの暴利を貪る金融業者から州の農民を解放するための信用組合式の機関として提案されたが、その後、穀物、鉄道、既存銀行などの財界は新銀行に強く反対し、財界が支援する独立有権者協会が銀行の閉鎖を要求する政治的プロセスを追求した。BNDを阻止または制限するためのさまざまな手段を模索した。これには、野党に資金を提供したり、銀行の債券販売を阻止するために州裁判所に訴訟を起こしたり、その後その債券をボイコットしたりすることが含まれていた。これらの行動により、銀行の資本増強は1921年まで遅れた。
さらに無党派連盟の州知事であるリン・フレイザーがリコールで辞職したために、たちまち当初のプランは終焉し、州の財政においてかなり保守的な中央銀行の役割を担うこととなった。
ノースダコタ銀行 (BND) は、州の“農業及び商工業の振興”の任務を託されたが、既存の銀行との競合や置換を意図されたことは無い。その代わりに、ノースダコタ銀行は他の金融機関のパートナーとして、ノースダコタ市民の要求に応える彼らをアシストするために創設された。
大恐慌の時代には、教師の給与は支払保証書で支払われていた。BNDは、他の州では15%減給されている教師たちに、州内の教師には全額を支払っていた。1940年代には、銀行は1930年代に差し押さえた農地を、同じ家族に市場価格を下回る価格で売却した。
1940年代と1950年代には、BNDはより受動的な政策へと転換し、農業融資への関与を減らし、州の投資管理と地元銀行へのサービス提供に重点を置くようになった。1945年には、州の一般資金への送金(配当金に類似)を開始した。
ウィリアム・L・ガイ知事の時代には、同行が提供するサービスと業務範囲が大幅に拡大した。この期間に同行は、他の金融機関との提携を拡大し、参加型融資を提供し、1965年には中小企業庁による初の融資と参加型融資を実施した。 また、1967年には米国で初めて連邦政府保証の学生ローンも提供した。
年月を重ねるにつれて、州に対する財政責任は、目覚ましく増大してきている。今日、銀行は2億7千万ドル以上の資金を運用している。1945年にノースダコタ州は銀行収益を活用し始めた。それが初めて収益を一般会計へと委譲したときとなる。それ以来、資本譲渡は州の歳入を増強する規範となっている。
商業不動産、農場不動産、そして二次市場不動産プログラムは、州民の利益と州民に奉仕する地元の金融機関の為に設立された。BNDのフェデラルファンド・プログラムは、消費者ローンに備えた追加資金の入手方法として、代替資金源を市中銀行に供給する。
ノースダコタ州内、100ヶ所以上の金融機関とのパートナーシップのもと、ノースダコタ銀行は、ノースダコタ州の農業および商工業開発の促進という、その90年以上に及ぶ使命の達成と拡充を続けている。

### COVID-19パンデミック
パンデミック時の救済措置を提供する能力において、BNDによる小規模商業銀行の支援は重要であり、その結果、ノースダコタ州は承認済みの給与日ローンが全米で最も多い州となった。大規模銀行は意思決定のプロセスが複雑で段階が増えるため対応が遅れたが、一方、小規模な地方銀行は、地域社会とのネットワークや顧客への理解、また給料日ローンが平均的な融資額に適しているという事実を活かし、融資承認を迅速に行うことができた。

## 評価
ボストン連邦準備銀行の2011年の報告書によると、BNDは小規模銀行との提携を通じて、ノースダコタ州の「小規模銀行の存続可能性を高めている」。同行の融資の50％は、こうしたコミュニティバンクから購入したローンで構成されている。さらに、州内の預金総額の50％は、預金残高5億ドル未満の銀行であるため、こうした銀行のリスクを共有するBNDの能力は極めて重要である。実際、こうした銀行の多くは、BNDの存在なしでは、より大規模な融資に対応できないだろう。さらに、小規模銀行がこうした融資を提供するために大規模銀行と提携する必要がある他の州では、大規模銀行は、その参加を機会に借り手の情報を収集し、小規模銀行から顧客を奪うインセンティブを持っている。したがって、小規模銀行は、より大規模な融資へのアクセスを失う一方で、成長して統合するか、情報を差し控えるかのいずれかに導かれる。1991年まで州外持株銀行の参入を妨げてきた歴史的な政策と並んで、BNDの融資への参加は、州内に小規模銀行が非常に多い理由と見なすことができる。
その結果、BNDは、「ノースダコタ州にとって、代替的で、分散化された、地域に根ざした資本の回路[...]を作り出し、銀行と金融セクターを地域経済と中小企業の発展に結びつけた」と評されている。ノースダコタ州には、人口1人当たりにより多くの銀行支店があるが、米国や、サウスダコタ州やワイオミング州のような同様の州よりもはるかに集中せずに分散しており、1995年以来、集中度は「着実に低下」している。また、BNDは連邦政府よりも災害時の対応が迅速であり、危機発生時に流動性を提供し、金融面での影響を軽減することができると考えられている。BNDが行っている業務は、他の州ではマサチューセッツ州の開発金融庁など、さまざまな別機関を通じて行われている。しかし、BNDの統合が進んだことで、報告基準が1つだけになり、他州と比較して、ノースダコタ州では透明性、融資効率、最適な州資金の最適配分が高まったと言える可能性がある。
しかし、これは、BND 自身が流動性の供給源であることを意味するものではない。 例えば、2008年の危機の際の BND の声明では、ノースダコタの銀行を流動性で支援するBNDの努力は、「連邦住宅貸付銀行、FDIC、財務省などの既存の連邦政府のプログラムと調和させなければならない」と言及されている。さらに、2008 年の危機において、ノースダコタ州は BND のおかげで他の州よりも著しく金融の安定性を享受したわけではなく、これはむしろ農業やエネルギーといった州経済の主要部門の安定性に起因している。実際、州経済は近隣のサウスダコタ州や米国よりも不安定である。
州はBNDの利益を財政均衡のために利用することがあるが、銀行が損失を出している年にそのようなことをすれば、州の財政にさらなるストレスを与える可能性がある。 BNDからの送金は、歴史的に州予算のごく一部（1％未満）であったが、時には予算不足に対処する上で非常に役立っている。例えば、2001年から2003年にかけて、州は4,300万ドルの財政赤字を軽減するためにBNDからの2,500万ドルを使用し、歳出削減や増税の必要性を減らした。
他の州でも、同様に組織された銀行を設立するアイデアが検討されている。 例えば、ニューヨーク州議会議長のスタンリー・スタインガットは1975年、ニューヨークの民間銀行が市債の購入や過疎地域の市民への融資を拒否し、街の衰退を招いていたことから、ニューヨーク独自の銀行を設立する提案を主導した。

## 資産・負債
2012年12月31日現在、ノースダコタ銀行はローン33億ドルを含む61億ドルの資産を保有している。 その年の銀行の資本金は4億6,300万ドルであった。 同行は2012年に8100万ドルの利益を計上した。 2019年、ノースダコタ銀行は70億ドルの資産と45億ドルの融資で1億6900万ドルの利益を計上した。